# ثعبان القط العربي
ثعبان القط العربي (الاسم العلمي: Telescopus dhara)، هو نوع من الثعابين من فصيلة الأحناش.

## النطاق الجغرافي
يوجد هذا الثعبان في، سلطنة عمان، الإمارات العربية المتحدة، السعودية، اليمن،
فلسطين (توضيح)، الأردن، مصر، الجزائر، تونس، ليبيا،
السودان، جنوب السودان، إثيوبيا، إريتريا، الصومال، أوغندا، جمهورية إفريقيا الوسطى، تشاد، نيجيريا، بوركينا فاسو، شمال كينيا.